# NSÍ Runavík

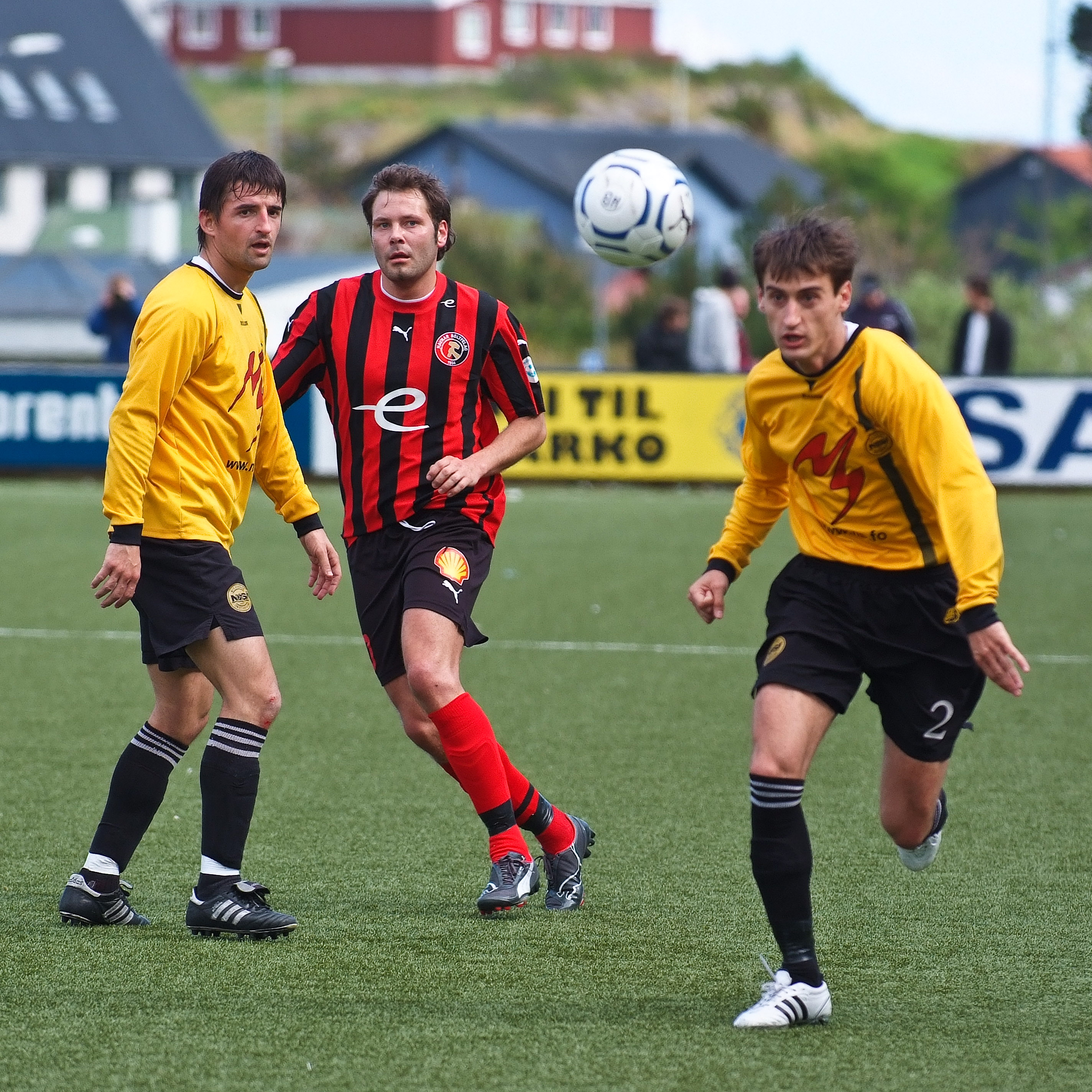
HB Tórshavn - NSÍ Runavík mérkőzés

Az NSÍ Runavík FC feröeri labdarúgóklub. A csapatot 1957-ben alapították Runavík városában. 2003-ban kiléptek az európai kupaporondra. Első bajnoki címüket 2007-ben nyerték meg. A feröeri kupát kétszer szerezték meg. Stadionjuk 2000 férőhelyes. Jelenleg több mint 600 tagjával az egyik legnagyobb sportegyesület Feröeren.

## Történelem
A Nes Sóknar Ítróttarfelag, röviden NSÍ megalapítására 1957. március 24-én került sor. Nevét Nes egyházközségről kapta, és bár az idővel kettévált, az egyesület neve változatlan maradt. Korábban a labdarúgás mellett kézilabda, tollaslabda, evezés és más szakosztályok is működtek az egyesületben.
A Runavík Stadiont 1972-ben alakították ki, és ebben az évben szerezte első bajnoki érmét, egy ezüstöt a csapat. Később megépült a sportcsarnok is. 1998-ban kivált az evezős szakosztály Kappróðrarfelagið NSÍ, a kézilabda pedig Hondbóltsfelagið Tjaldur néven, így az NSÍ ma labdarúgóklubként működik.

## Keret
2011. április 4-i állapot.
| #  |         | Poszt | Név                          |
| -- | ------- | ----- | ---------------------------- |
| 1  | magyar  | K     | Gángó András                 |
| 2  | feröeri | V     | Per Langgaard                |
| 3  | feröeri | V     | Magnus Pauli Srensen         |
| 4  | feröeri | V     | Jens Joensen                 |
| 5  | feröeri | KP    | Jann Martin Mortensen        |
| 6  | feröeri | KP    | Jústinus R. Hansen           |
| 7  | feröeri | KP    | Debes Danielsen              |
| 8  | feröeri | KP    | Magnus H. Olsen              |
| 9  | ghánai  | KP    | Ismail Abdul Razak           |
| 10 | feröeri | CS    | Christian Høgni Jacobsen (k) |
| 11 | grúz    | KP    | Mamuka Toronjadze            |
| 12 | feröeri | V     | Einar Hansen                 |
| 13 | feröeri | CS    | Klæmint A. Olsen             |

| #  |         | Poszt | Név                   |
| -- | ------- | ----- | --------------------- |
| 14 | kamerun | V     | Hugues Naponick Nanmi |
| 15 | feröeri | KP    | Helgi L. Petersen     |
| 15 | feröeri | KP    | Erland B. Danielsen   |
| 16 | feröeri | KP    | Andrias á Líknargøtu  |
| 17 | feröeri | V     | Jónhard Frederiksberg |
| 18 | feröeri | KP    | Heðin á Lakjuni       |
| 19 | feröeri | KP    | Monrad H. Jacobsen    |
| 20 | feröeri | K     | Kristian Joensen      |
| 21 | feröeri | KP    | Viggo Hansen          |
| 22 | feröeri | KP    | Árni Frederiksberg    |
| 23 | feröeri | KP    | Jóannes Hansen        |
| 25 | feröeri | V     | Petur Pauli Mikkelsen |

### Korábbi játékosok
- Jens Martin Knudsen (1985-1991, 2001-2007) : Az NSÍ felnőttcsapatában mutatkozott be 18 évesen a kapus Jens Martin Knudsen, aki később Feröer egyik leghíresebb labdarúgója lett, nem utolsósorban jellegzetes sapkájának köszönhetően. 1992-eb a GÍ Gøta csapatába igazolt, majd Izlandon és Skóciában is játszott. Egy sérülés után végül visszatért nevelőegyesületébe, akiket 2007-ben bajnoki címhez segített. Ezt a szezont követően, 40 évesen vonult vissza.[5]
- Potemkin Károly (2008-2010)
- Gángó András (2010-2012, 2014-2016, 2018-2019)

## Eredmények
- Feröeri bajnok (1):

2007
- Feröeri kupagyőztes (3):

1986, 2002, 2017    (Ezüstérmes 4 alkalommal)

## Európai kupaszereplés
| Szezon    | Kupa            | Forduló         | Ellenfél              | 1. mérk. | 2. mérk. | Össz. |
| --------- | --------------- | --------------- | --------------------- | -------- | -------- | ----- |
| 2003–2004 | UEFA-kupa       | 1. selejtezőkör | Lyn                   | 1–3      | 0–6      | 1–9   |
| 2004      | Intertotó-kupa  | 1. forduló      | Esbjerg fB            | 1–3      | 0–4      | 1–7   |
| 2005–2006 | UEFA-kupa       | 1. selejtezőkör | FK Liepājas Metalurgs | 0–3      | 0–3      | 0–6   |
| 2008–2009 | Bajnokok Ligája | 1. selejtezőkör | SZK Dinamo Tbiliszi   | 0–3      | 1–0      | 1–3   |
| 2009–2010 | Európa-liga     | 1. selejtezőkör | Rosenborg BK          | 0–3      | 1–3      | 1–6   |
| 2010–2011 | Európa-liga     | 1. selejtezőkör | Gefle IF              | 0–2      | 1–2      | 1–4   |
| 2011–2012 | Európa-liga     | 1. selejtezőkör | Fulham FC             | 0–3      | 0–0      | 0–3   |
| 2012–2013 | Európa-liga     | 1. selejtezőkör | FC Differdange 03     | 0–3      | 0–3      | 0–6   |

Megjegyzés: Az eredmények minden esetben a csapat szemszögéből értendőek, a dőlttel írt mérkőzéseket pályaválasztóként játszotta.
| Kupa            | M | Gy | D | V | Rg | Kg |
| --------------- | - | -- | - | - | -- | -- |
| Bajnokok Ligája | 2 | 1  | 0 | 1 | 1  | 3  |
| Európa-liga     | 8 | 0  | 1 | 7 | 2  | 19 |
| UEFA-kupa       | 4 | 0  | 0 | 4 | 1  | 15 |
| Intertotó-kupa  | 2 | 0  | 0 | 2 | 1  | 7  |